# 青松街道
青松街道，原为青松乡，是中华人民共和国四川省南充市高坪区曾经下辖的一个街道。2011年，撤乡设街道。2019年10月25日，南充市人民政府批复同意撤销青松街道，将其所属行政区域划归高坪区青莲街道管辖。

## 行政区划
青松街道撤销前下辖以下地区：
景祥社区、迴龙寺村、双黄村、柏杨坪村、桐子坝村、大长沟村和七龙村。